# Калина Йорданова
Калина Йорданова е българска психоложка и преводачка.

## Биография
Родена е в Ловеч на 25 май 1978 г. Завършва магистърска степен по клинична психология в Софийския университет „Св. Климент Охридски“, магистърска степен по централно- и югоизточноевропейски изследвания и докторска степен по психоанализа и антропология в Университетски колеж Лондон. Неин рецензент е Джулиет Мичъл.
През 2016 г. Калина Йорданова се присъединява към „Лекари без граници“. Понастоящем работи в София като психотерапевт на жертви на изтезания, домашно насилие и трафик с хора
Данните за научната работа на Калина Йорданова са събрани с изследвания на военните конфликти в Босна и Херцеговина (1992 – 1995) и Сирия (2011-).
Участва като лектор в лятно училище по психоанализа в Сараево, където изнасят лекции още Вамък Волкан и Андреас Хамбургер.
Интересите на Калина Йорданова в областта на психологическите последици от войната мотивират превода ѝ на романа „Хищни нокти“ (Kandže) на сръбския писател Марко Видойкович на български език. Преводът е отличен с награда „Traduki“ през 2010 г.